# Pikovnik
Pikovnik je gručasto naselje v zahodnem delu Vidovske planote v Občini Cerknica. Nahaja se na prevalu med Zadelo (959 m) in Zavrhom (897 m), ob cesti Begunje pri Cerknici-Rakitna.
Ob naselju so skromne obdelovalne površine, v grapah nad Zalo, Otavščico in Prušnico pa gozdovi. V bližini je ostanek zaselka Lanišče, kjer je do 2. svetovne vojne delovala žaga.